# NGC 2182
NGC 2182 è una nebulosa a riflessione visibile nella costellazione dell'Unicorno.
Si individua a circa 2,5° ad ovest della stella γ Monocerotis, una gigante arancione di magnitudine 3,99 ben visibile anche ad occhio nudo; può essere osservata e fotografata attraverso un telescopio amatoriale di potenza medio-elevata, in cui si mostra come una macchia chiara con al centro la stella responsabile della sua illuminazione. Questa stella è HD 42261, una stella azzurra di classe spettrale B3V e di magnitudine 9,35, che conferisce alla nube un colore marcatamente azzurrognolo; fa parte dell'associazione Monoceros R2, un'associazione OB legata all'omonima nube molecolare, posta a circa 830 parsec (2700 anni luce). Il centro di questa nube molecolare si trova circa 0,5° ad ovest, in coincidenza delle nebulose NGC 2170, vdB 68 e vdB 69.
La zona centrale della nube Monoceros R2 ospita dei fenomeni di formazione stellare, come è testimoniato dalla presenza di diverse protostelle facenti parte di un giovane ammasso in formazione, numerosi getti di gas molecolare e discrete sorgenti di radiazione infrarossa e raggi X. Le stelle dell'associazione Mon R2 si sono formate circa 6 milioni di anni fa, quando ha avuto luogo il primo ciclo di formazione stellare che ha interessato la regione; ad innescarla sarebbe stata una superbolla in espansione del diametro di alcune centinaia di parsec.